# Touch! eco 2008 明日のために…55の挑戦?スペシャル
『Touch! eco 2008 明日のために…55の挑戦?スペシャル』（タッチ!エコ2008 あしたのために…ごじゅうごのちょうせん?スペシャル）は、日本テレビ系列で2008年6月8日8:00 - 21:00 (JST) まで放送された環境問題をテーマとした特別番組。ハイビジョン制作（地上デジタル放送のみ）。

## 概要
日本テレビは毎年6月5日の世界環境デーを含む1週間に「日テレecoウィーク」を開催している。2008年は「Touch! eco」を合言葉に6月2日から6月8日まで「Touch! eco 2008 ECOウィークスペシャル」が開催された。最終日である6月8日にこの番組が放送され、日テレecoウィークを締めくくった。この番組はよみうりランド遊園地内オープンシアターEASTから生放送された。なお、日本テレビ開局55年記念番組でもある。
本番組の放送で使用した電力のうち89,000kWhはグリーン電力でまかなわれた。

## 出演者

### メインパーソナリティ
- 関ジャニ∞（横山裕、渋谷すばる、村上信五、丸山隆平、安田章大、錦戸亮、大倉忠義）

### 総合司会
- みのもんた（『おもいッきりイイ!!テレビ』総合司会）
- 羽鳥慎一（『ズームイン!!SUPER』総合司会、当時：日本テレビアナウンサー）

### 進行アナウンサー
- 馬場典子（日本テレビアナウンサー）
- 夏目三久（当時：日本テレビアナウンサー）
- 古市幸子（日本テレビアナウンサー）

### コーナー担当
人間発電所プロジェクト
- 加藤浩次
- 葉山エレーヌ（日本テレビアナウンサー）
- 森圭介（同上）
- 佐藤良子（同上）
- テリー伊藤
  - 自転車発電隊
    - 藤崎マーケット
    - エド・はるみ
    - ラモス瑠偉
    - 狩野英孝
    - みっちー
    - タイムマシーン3号
    - レイザーラモン
    - ビックスモールン
    - 波田陽区
    - ガリガリガリクソン
    - ヤポンスキー
    - オオカミ少年
    - 大西ライオン
    - エネルギー
    - イジリー岡田
    - 平成ノブシコブシ
    - タカダコーポレーション
    - クールポコ
    - ヒッキー北風
    - インポッシブル
    - HEY!たくちゃん
    - パッション屋良 ほか

  - 発電駅伝隊
    - 猫ひろし（エコひろし）
    - 宮崎宣子（当時：日本テレビアナウンサー）
    - 磯山さやか
    - くまきりあさ美
    - 嶋大輔
    - 日テレジェニック2008

  - プロレス発電隊
    - 西口プロレス（長州小力、アントニオ小猪木など）

  - その他
    - 熊谷明美（札幌テレビアナウンサー）
    - 奥田美香子（福岡放送アナウンサー）

チャレンジ!千年の森プロジェクト
- NEWS ZERO
  - 小林麻央
  - 鈴木崇司（ラルフ鈴木、日本テレビアナウンサー）
  - 村尾信尚
  - 八木依子
- NNN Newsリアルタイム
  - 笛吹雅子
  - 陣内貴美子

“がんばるハウス”プロジェクト
- 山口智充（DonDokoDon）
- 関根麻里

富士山清掃プロジェクト
- 元木大介
- 石原良純
- 山本真純（当時：日本テレビアナウンサー）
- 野口健

芸能人のエコ生活プロジェクト
- 久本雅美
- 夏川りみ
- 榊原郁恵
- 野々村真
- ジャガー横田・木下博勝夫妻
- 佐々木健介・北斗晶夫妻
- 三船美佳・高橋ジョージ夫妻

TANZAKUプロジェクト（東京・汐留日テレタワー広場から）
- 中田英寿
- 北澤豪
- 西尾由佳理（当時：日本テレビアナウンサー）
- 森麻季（同上）

系列局中継
- 田村啓美（青森放送アナウンサー）
- 西名みずほ（広島テレビアナウンサー）

### その他
- ガレッジセール
- 平原綾香
- 国分佐智子
- 菊川怜
- KONISHIKI
- 松村邦洋
- 秋川雅史
- 蛯原哲（日本テレビアナウンサー） ほか

### ナレーター
- 奥田民義
- 郷里大輔
- 保村真

## 放送時間
- 2008年6月8日
  - 第1部 08:00 - 11:30（※）
  - 第2部 11:37 - 15:00
  - 第3部 15:00 - 18:00
  - 第4部 18:00 - 21:00

(※)（途中、NNNニュース 11:30 - 11:37）
※同日12:30過ぎに発生した秋葉原通り魔事件の影響により、第3部の冒頭（15:00 - 15:03）及び途中（16:18 - 16:23）と第4部の途中（18:09 - 18:12）に臨時ニュースが日本テレビ報道フロアから放送された。担当は、山下アナ（15:00）と杉上アナ（16:18・18:09）。

## テーマ曲
- 関ジャニ∞『fuka-fuka Love the Earth』
  - 作詞:関ジャニ∞＆TAKESHI
  - 作曲:TAKESHI
  - 編曲:船山基紀

## スポンサーについて
提供クレジットは1992年以降の「24時間テレビ」と同様に左下に番組のロゴマーク、右下にスポンサー名を表示しており、提供コメントもしなかった。
また、協賛スポンサーのトヨタ自動車・AEON・横浜ゴム・大塚製薬と日曜夜7時 - 9時のレギュラー枠の筆頭スポンサー（トヨタ・AEONを除く）であるアース製薬・HITACHI・サントリー・花王・三菱電機・大正製薬・NISSAN・第一生命といったスポンサーはカラー表示した。
2009年以後放送時間が短縮になっても、引き続きこの体制になっている。

## 備考
- 当番組を放送したため、毎週日曜17:30から放送の笑点は休止となった。
- 基本的に全時間放送したネット局は少なく、ほとんどの系列局ではローカル特番や読売テレビ製作の『たかじんのそこまで言って委員会（日本テレビ他一部NNS系列局では未ネット）』などの放送で飛び乗り、飛び降り放送が多かった（後述）。
- みのが日曜20時に『どうぶつ奇想天外!』（TBS系）で司会をしている関係で、関ジャニ∞のライブなど、番組のクライマックスともいえる企画は19時台でほぼ全て済ませ、20時台は「いつかはなくなる?石油やエネルギーの謎に迫りましょう」のVTRを約50分近く放送、『どうぶつ - 』が終了したころにVTRが終わり会場にてエンディングを行った（この間VTRを見ている出演者のワイプは表示されていたが、みのは一度も映っていなかった）。
- 平均視聴率は5.7%と低迷しており、18～21時台に至っては6.6%と他局に大きく水をあけられてしまった。これはNHK総合テレビも同日に同一ジャンルの特番『SAVE THE FUTURE』を放送していた影響もある。しかし、NHK総合も6%前後と低迷していた為、環境番組の長時間特番放送に疑問の声もある[1]。
- 2009年6月7日に同様の特番を『ズームイン!!SUPER』と『NEWS ZERO』コラボ番組として13:30 - 17:25に放送された。出演者も上記の視聴率や折しの経費節減もあって2番組の出演者でほぼ固められた。放送時間も上記のような飛び乗り飛び降りが頻繁したため12時間から4時間に縮小（通常放送されている『そこまで言って委員会』を12:35に繰り上げることで同時ネット可能になった）、そして会場も汐留の日テレタワー内のみ（メインスタジオはマイスタジオ。ただし地方からの中継はあり）とコンパクトになった。詳しくはTouch! eco 2009 いま、私達にできること。 ズームイン!!SUPER×NEWS ZEROを参照

## ネット局

### フルネットを行った局
- 日本テレビ（制作局）
- 静岡第一テレビ
- 高知放送[2]

### フルネットを行わなかった局
※記号の見方 - ○: フルネット、△: 途中飛び降り、●:途中飛び乗り、×: 放送なし、た: 第2部飛び降りのうちytv『たかじんのそこまで言って委員会』を通常放送、他: 特記事項（脚注参照）
| 放送局名           | 第1部     | 第2部     | 第3部 | 第4部     | 備考   |
| ------------------ | --------- | --------- | ----- | --------- | ------ |
| 札幌テレビ         | ○         | △ (13:05) | ○     | ○         | 他     |
| 青森放送           | △ (10:55) | ○         | ○     | ○         | 他     |
| テレビ岩手         | △ (10:55) | ○         | ○     | ○         | 他     |
| ミヤギテレビ       | △ (10:55) | △ (13:30) | ○     | ○         | た     |
| 秋田放送           | △ (10:55) | ○         | ○     | ○         | 他     |
| 山形放送           | △ (10:55) | △ (13:05) | ○     | ○         |        |
| 福島中央テレビ     | △ (10:55) | △ (13:30) | ○     | ○         | 他     |
| 山梨放送           | △ (10:55) | △ (13:05) | ○     | ○         | た・他 |
| テレビ新潟         | △ (10:55) | ○         | ○     | ○         | 他     |
| テレビ信州         | △ (10:55) | △ (13:30) | ○     | ○         | た・他 |
| 北日本放送         | △ (10:55) | △ (13:05) | ○     | ○         | た・他 |
| テレビ金沢         | ○         | △ (13:30) | ○     | ○         | た     |
| 福井放送           | △ (9:55)  | △ (13:05) | ○     | ○         | 他     |
| 中京テレビ         | △ (10:55) | △ (13:30) | ○     | ○         | た・他 |
| 読売テレビ         | △ (10:55) | △ (13:30) | ○     | ○         | た・他 |
| 日本海テレビ       | ○         | △ (13:30) | ○     | ○         | た     |
| 広島テレビ         | △ (10:55) | △ (13:05) | ○     | ○         | た・他 |
| 山口放送           | ○         | △ (13:30) | ○     | ○         | 他     |
| 四国放送           | △ (10:55) | △ (13:05) | ○     | ○         | 他     |
| 西日本放送         | △ (10:55) | △ (13:30) | ○     | ○         | た・他 |
| 南海放送           | △ (10:55) | △ (13:05) | ○     | ○         | 他     |
| 福岡放送           | △ (10:55) | ○         | ○     | ○         | 他     |
| 長崎国際テレビ     | ○         | △ (13:30) | ○     | ○         | た     |
| くまもと県民テレビ | △ (10:55) | △ (13:30) | ○     | ○         | た・他 |
| 鹿児島読売テレビ   | △ (10:55) | △ (13:30) | ○     | ○         | た・他 |
| テレビ大分         | △ (9:55)  | ×         | ×     | ● (19:00) | 他     |
| テレビ宮崎         | ×         | ×         | ×     | ● (19:00) | 他     |

### その他
- 沖縄テレビ - フジテレビ系列だが、同時ネットされているレギュラー番組『いつみても波瀾万丈』（9:55 - 10:55 JST、第1部の一部）の枠内のみネットされた。

## スタッフ
- 総合演出 : 村上和彦
- 構成 : はっしー橋本、クリタヤスシ、小林のぞみ、大久保正男、田代裕、川上伸一、外山信行、松村智規、佐藤公彦、小林清人、藤原拓也、櫻井昭宏、八波博和

Touch! eco 2008
- 美術統括 : 中原晃一
- 美術デザイン : 道勧英樹、本田恵子
- リサーチ : 工藤幸、杉尾康隆、中島知子
- 音楽効果：古野達生、井上研一、久留米勇介
- デスク : 宮沢薫、佐藤裕己
- 編成 : 瀬戸口正克、吉田和生、寺内壮
- 宣伝 : 高木明子
- デザイン : 布村順一
- ネットワーク : 滝沢心乃美
- 営業 : 井田佳男
- 技術統括 : 江村多加司
- 技術・美術協力 : 日本テレビアート、シミズオクト、NiTRo、日放、ヌーベルフォース、共立、クロステレビジョン、コスモ・スペース、キューアップ、バンセイ、日本有線テレビ、ジャパンテレビ、MIDGET、東京音研、タムコ、イメージスタジオ109、イエローフラッグ、Mブロス、さがみエンヂニアリング、日本テレビワーク24、三和プロライト、写竜団、can、沖縄映像センター、赤坂イマジカ、麻布プラザ、e-naスタジオ、オムニバス・ジャパン、スタジオヴェルト、ヌーベルボスプロセンター、読売映像、CCファクトリー
- 制作協力 : IVSテレビ制作、AGASUS、AXON、安寿、E Company、いまじん、株式会社クリーク・アンド・リバー社、CR-NEXUS、THE WORKS、ZIPPY、Sp!ce Factory、創輝、テレビマンユニオン、ディレクターズ東京、D's-21、日企、日テレイベンツ、パンドラ、マイ・プラン、読売映像
- 日テレ・エコ委員会 : 城朋子、足立久男、安齋健一郎、渡辺弘
- 日テレ・エコプロジェクト : 菅賢治、新井直彦、岩崎達也、菊池剛太、田畑善朗
- 制作進行統括 : さとうしゅう
- S2サブ放送本部・演出 : 田中裕樹、伴在正行、岩佐直樹
- よみうりランド・演出 : 中谷聡、下村忠文
- プロデューサー : 篠宮浩司
- チーフプロデューサー : 福地聡
- 製作著作 : 日本テレビ